# 212981 Majalitović
(212981) Majalitović, denumire internațională (212981) Majalitovic, este un asteroid din centura principală de asteroizi.

## Descriere
212981 Majalitović este un asteroid din centura principală de asteroizi. A fost descoperit pe 14 februarie 2009 la La Sagra par l'Observatorio Astronómico de Mallorca. Asteroidul prezintă o orbită caracterizată de o semiaxă mare de 2,26 ua, o excentricitate de 0,17 și o înclinație de 2,1° în raport cu ecliptica.